# Sztuczne życie
Sztuczne życie – interdyscyplinarny kierunek badań, zorientowany na zrozumienie i wykorzystanie istoty życia. Pomysłodawcą i ojcem chrzestnym tego podejścia był amerykański matematyk i informatyk Christopher Langton, który zaproponował je w 1986 roku.
Dziedzina obejmuje między innymi:
- tworzenie różnorodnych modeli życia oraz prowadzenie symulacji w środowisku programowym, sprzętowym i biochemicznym,
- symulacje ewolucji biologicznej oraz innych procesów biologicznych za pomocą technik informatycznych,
- badania i symulacje układów niebiologicznych, zachowujących się podobnie jak układy biologiczne (np. automatów komórkowych),
- algorytmy ewolucyjne i ewolucję programów komputerowych.

## Postęp prac
- 2009 – utworzenie całkowicie sztucznego rybosomu[3][4].
- 2010 – zespół Craiga Ventera stworzył pierwszą na świecie żywą komórkę zdolną do rozmnażania[5]